# Petr Čech
Petr Čech ( [ˈpɛtr̩ ˈʧɛx] (?·pàg.)) (nascut el 20 de maig del 1982 a Plzeň, República Txeca) és un exporter de futbol internacional txec i jugador d'hoquei sobre gel. És considerat un dels millors porters del món.
Petr Čech ha jugat a futbol amb el Viktoria Plzeň, el Chmel Blšany, l'Sparta de Praga, el Rennes, el Chelsea FC i l'Arsenal FC. Formà part de l'equip ideal de l'Eurocopa 2004 després de conduir la seva selecció fins semifinals. Cech també rebé el premi al millor porter de la Lliga de Campions 2005-2006 i 2006-2007.
Ha aconseguit alguns rècords: porter de la lliga txeca de futbol amb més minuts sense rebre un gol (855 minuts) i porter de la lliga anglesa de futbol amb més minuts sense concedir un gol (1.025 minuts). També aconseguí un rècord amb el Sparta Praha, estant 928 minuts imbatut contant totes les competicions en la temporada 2001-2002 (combinant el record de la lliga txeca amb particions a la Lliga de Campions).

## Internacional
Ha estat internacional amb la selecció de futbol de la República Txeca.

### Participacions en Copes del Món
| Mundial                     | Seu      | Resultat                |
| --------------------------- | -------- | ----------------------- |
| Copa del Món de Futbol 2006 | Alemanya | Primera fase - 18è lloc |

## Palmarès

### Futbol

#### Campionats nacionals
| Títol                              | Club       | País       | Any  |
| ---------------------------------- | ---------- | ---------- | ---- |
| FA Premier League                  | Chelsea FC | Anglaterra | 2005 |
| Copa de la Lliga anglesa de futbol | Chelsea FC | Anglaterra | 2005 |
| Community Shield                   | Chelsea FC | Anglaterra | 2005 |
| FA Premier League                  | Chelsea FC | Anglaterra | 2006 |
| Copa de la Lliga anglesa de futbol | Chelsea FC | Anglaterra | 2007 |
| FA Cup                             | Chelsea FC | Anglaterra | 2007 |
| FA Cup                             | Chelsea FC | Anglaterra | 2009 |
| Community Shield                   | Chelsea FC | Anglaterra | 2009 |
| FA Premier League                  | Chelsea FC | Anglaterra | 2010 |
| FA Cup                             | Chelsea FC | Anglaterra | 2010 |
| FA Cup                             | Chelsea FC | Anglaterra | 2012 |
| FA Premier League                  | Chelsea FC | Anglaterra | 2015 |
| Copa de la Lliga anglesa de futbol | Chelsea FC | Anglaterra | 2015 |
| Community Shield                   | Arsenal FC | Anglaterra | 2015 |
| FA Cup                             | Arsenal FC | Anglaterra | 2017 |
| Community Shield                   | Arsenal FC | Anglaterra | 2017 |

#### Campionats internacionals
| Títol                        | Club           | País          | Any  |
| ---------------------------- | -------------- | ------------- | ---- |
| Campionat d'Europa sub-21    | Selecció txeca | Suïssa        | 2002 |
| Lliga de Campions de la UEFA | Chelsea FC     | Alemanya      | 2012 |
| Lliga Europa de la UEFA      | Chelsea FC     | Països Baixos | 2013 |

### Hoquei sobre gel

#### Campionats nacionals
| Títol                                        | Club              | País       | Any  |
| -------------------------------------------- | ----------------- | ---------- | ---- |
| Segona divisó sud de la NIHL                 | Guildford Phoenix | Anglaterra | 2022 |
| Play-offs de la segona divisó sud de la NIHL | Guildford Phoenix | Anglaterra | 2022 |
| Copa de la segona divisó sud de la NIHL      | Guildford Phoenix | Anglaterra | 2022 |